# П'ятизяброва пилконоса акула
П'ятизяброва пилконоса акула (Pristiophorus) — рід акул родини Пилконосі акули ряду Пилконосоподібні. Має 7 видів.

## Опис
Загальна довжина представників цього роду коливається від 60 до 155 см. Голова сплощена. Морда витягнута з зубчиками на кшталт пилки, становить 1/3 довжини тіла. В основі зубчика розташований гребінь. Перед ніздрями присутні невеличкі вусики. Очі розташовані на верхні стороні голови. Відмінністю цих акул від роду Pliotrema є наявність 5 пар зябрових щілин. Тулуб витягнутий, стрункий з 2 спинними плавцями. Анальний плавець відсутній. Хвостовий плавець складається лише з верхньої лопаті. Забарвлення сірувате та коричневе з різними відтінками.

## Спосіб життя
Зустрічаються як у прибережній зоні, так й далеко у морі. Активні вночі. Живляться донною рибою, ракоподібними та молюсками. За ними полюють за допомогою морди-«пилки». За допомогою неї захищається від ворогів.
Це яйцеживородні акули. Самиці народжують до 12 акуленят.

## Розповсюдження
Мешкають окремими ареалами біля узбережжя Японії, Кореї, Тайваню, Австралії, Карибському морі, Мозамбіку, Сомалі та Пакистану.

## Види
- Pristiophorus cirratus  (Latham, 1794)
- Pristiophorus delicatus  Yearsley, Last & White, 2008
- Pristiophorus japonicus  Günther, 1870
- Pristiophorus lanae  Ebert & Wilms, 2013
- Pristiophorus nancyae  Ebert & Cailliet, 2011
- Pristiophorus nudipinnis  Günther, 1870
- Pristiophorus schroederi  Springer & Bullis, 1960